# Accusation d'empoisonnement des puits contre les Juifs

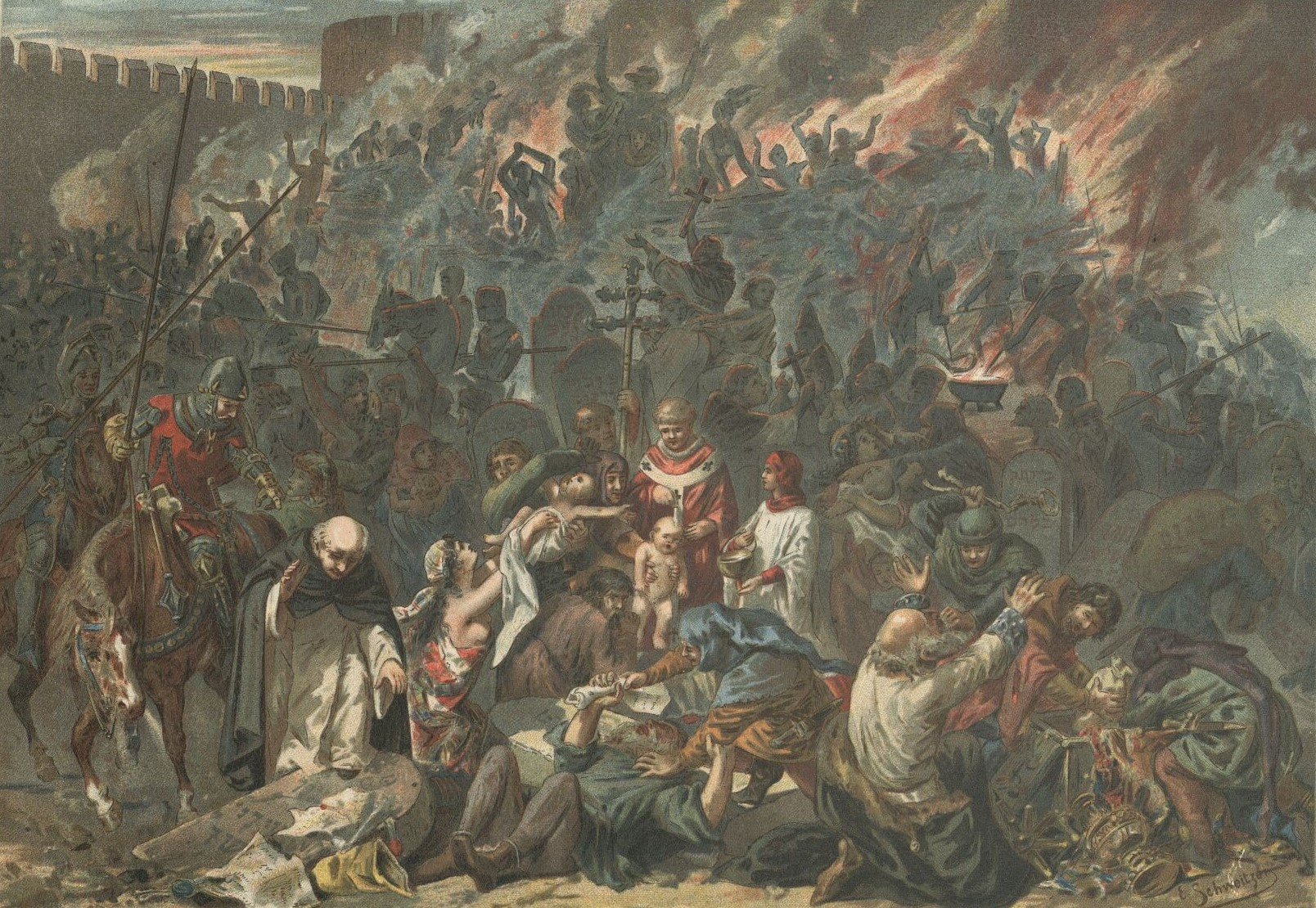
Tableau illustrant le pogrom de Strasbourg de 1349.

L'empoisonnement de puits est un acte de manipulation malveillante des sources d'eau potable, afin de causer la mort ou la maladie, ou d'empêcher à un adversaire d'accéder à des ressources d'eau fraîche.
Les accusations contre les Juifs d'empoisonnement de puits, sont avec les accusations de crime rituel, et celles de profanation d'hosties, les plus fréquemment émises pendant le Moyen Âge. Elles ont conduit à des massacres et aux pillages de leurs biens (pogrom).
Ces accusations surgirent souvent en cas de catastrophe, épidémie, inondation, sécheresse. La communauté juive joua souvent le rôle de bouc émissaire. De plus, les Juifs occupant souvent des métiers de commerçants ou de financiers, certains débiteurs trouvaient facile de se libérer d'une dette envers un Juif, en ameutant la population et en organisant un pogrom.
Parmi les accusations d'empoisonnement de puits les plus notables, il faut mentionner celle qui se propagea en même temps que la grande peste du XIVe siècle, et mena à la disparition de nombreuses communautés juives d'Europe.

## Le mythe de l'empoisonnement des puits

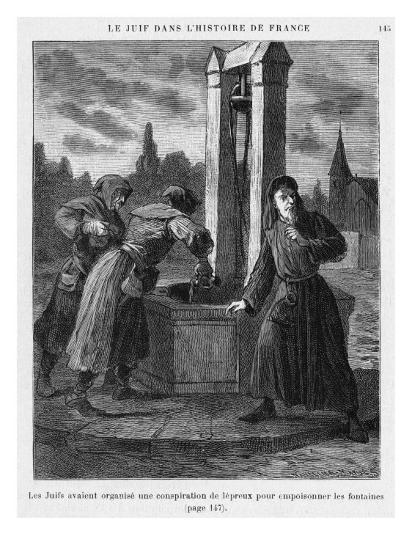
Gravure antisémite représentant un Juif incitant deux lépreux à empoisonner un puits.
Illustration extraite de La France juive d'Édouard Drumont, Paris, Librairie Blériot, 1885.

Cette théorie de l'empoisonnement des puits apparaît en Franconie en 1319, les Juifs étant accusés de propager la lèpre. Elle réapparaît en 1321 dans le Dauphiné, et à Chinon où 160 Juifs sont brûlés vifs. Guillaume de Nangis rapporte ce qui se disait à l'époque à propos d'un vaste complot supposé entre les Juifs, les lépreux, et même le roi musulman de Grenade.
Une violente épidémie de peste bubonique (peste noire) ravage l'Europe entre mars 1348 et le printemps 1351, emportant près du tiers de la population. Selon une estimation haute, c'est même 50 % de la population de l'Allemagne qui aurait péri. Provenant de l'Asie centrale via le sud de la Russie, elle est apportée en Italie par des marins de Gênes. Courant mars et avril 1348, elle se répand en Italie, en Espagne et dans le sud de la France. Fin mai, elle atteint le sud-ouest de l'Angleterre. Bien que les Juifs souffrent de la peste autant que leurs voisins chrétiens, un mythe se crée, principalement en Allemagne, que l'expansion de la maladie est due à un complot des Juifs pour anéantir les Chrétiens, en empoisonnant les puits d'eau potable.
En 1348, une fois l'accusation lancée, elle se répand avec une rapidité stupéfiante de ville en ville, de village en village; et des rapports officiels sont envoyés par les bourgmestres de plusieurs villes faisant état de confessions supposées de Juifs qui ont été arrêtés et ont avoué sous la torture. Les premiers troubles éclatent à Toulon dans la nuit du 13 au 14 avril 1348. 40 Juifs sont tués et leurs maisons pillées. Les massacres se multiplient rapidement en Provence, les autorités sont dépassées à Apt, Forcalquier et Manosque. La synagogue de Saint-Rémy-de-Provence est incendiée (elle sera reconstruite hors de la ville en 1352). En Languedoc, à Narbonne et Carcassonne, les Juifs sont massacrés par la foule. En Dauphiné, des Juifs sont brûlés à Serres. N'arrivant pas à maîtriser la foule, le dauphin Humbert II fait arrêter les Juifs pour éviter les massacres. Ceux-ci se poursuivent à Buis-les-Baronnies, Valence, la-Tour-du-Pin, et Pont-de-Beauvoisin où des Juifs sont précipités dans un puits qu'on les accuse d'avoir empoisonné. D'autres massacres ont lieu en Navarre et en Castille. Le 13 mai 1348, le quartier juif de Barcelone est pillé. En juillet, le roi de France Philippe VI fait traduire en justice les Juifs accusés d'avoir empoisonné les puits. Six Juifs sont pris à Orléans et exécutés. En août, le comté de Savoie est à son tour le théâtre de massacre[réf. souhaitée]. Le comte Amédée VI tente de protéger puis laisse massacrer les Juifs du ghetto de Chambéry. En octobre, les massacres continuent dans le Bugey, à Miribel et en Franche-Comté. Les poursuites contre les juifs cessent alors en France. Le mythe de l'empoisonnement des puits en connexion avec la peste noire se propage dans le courant de l'automne de cette année, bien que le pape Clément VI ait issu en juillet une bulle déclarant la fausseté de cette accusation :

« Récemment, une nouvelle infâme est parvenue jusqu’à nous : la peste que Dieu inflige au peuple chrétien pour ses péchés, voici que des chrétiens la mettent sur le compte des Juifs. Poussés par le Diable, ils les accusent d’empoisonnement. Ils les massacrent sans les laisser recourir à la justice, ils ne ménagent ni les enfants, ni les vieillards, ni les femmes. Il est vrai que ce crime d’empoisonnement mériterait un châtiment terrible, mais on voit que la peste atteint aussi les Juifs… Et puis, comment croire que les Juifs ont pu trouver le moyen de déclencher une catastrophe pareille ? Nous vous ordonnons de profiter de la messe pour interdire à votre clergé et à la population – sous peine d’excommunication – de léser les Juifs ou de les tuer ; s’ils ont des griefs contre les Juifs, qu’ils recourent aux juges compétents. »

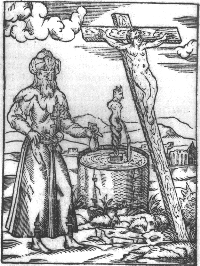
Image médiévale montrant un juif empoisonnant un puits et causant la peste noire, tout en procédant à un « meurtre rituel ».

Quand la peste atteint Chillon sur le lac Léman dans le Comté de Savoie, le duc Amédée VI de Savoie ordonne l'incarcération de plusieurs Juifs à Chillon et à Châtel, accusés du crime d’empoisonnement. À Chillon ils sont torturés. Un certain Balavignus « confesse » qu'un plan élaboré a été mis en œuvre par quelques Juifs dans une ville du sud de la France : Jacob à Paskate de Tolède, Peyret de Chambéry, et un dénommé Aboget. Ils auraient préparé un poison composé de cœurs de Chrétiens, d'araignées, de grenouilles, de lézards, de chairs humaines et d'hosties consacrées, et auraient distribué la poudre faite à partir de cette concoction afin de la jeter dans les puits utilisés par les Chrétiens pour puiser l'eau potable. Le rapport de ces « aveux » est envoyé à Châtel-Saint-Denis, au Châtelard et à Berne ; de cette ville, des messagers spéciaux sont dépêchés vers plusieurs villes de Suisse et de Haute Rhénanie, où se produisent immédiatement des pogroms[réf. souhaitée].
À Zurich, où ces nouvelles accusations se combinent avec celles de meurtre rituel, plusieurs Juifs sont brûlés le 21 septembre 1348, tandis que tous les autres sont expulsés de la ville. La rumeur atteint Augsbourg le 22 novembre, puis Wurtzbourg et Munich avant de se répandre dans quatre-vingts villes de Bavière où se produisent des massacres de Juifs. Le mois suivant, l'épidémie atteint la Haute-Rhénanie avec les mêmes résultats. À Fribourg-en-Brisgau, il est rapporté que quatre Juifs de Brisach auraient été envoyés à Fribourg avec le poison qu'ils auraient obtenu à Bâle, et que tous les Juifs de Strasbourg, de Fribourg et de Bâle seraient dans la conspiration. Le 30 janvier 1349, tous les Juifs de Fribourg, à l'exception des douze plus fortunés, sont tués. Les plus riches survivront le temps de pouvoir transmettre tous leurs biens. Le 22 janvier, les Juifs de Spire sont victimes à leur tour. Plusieurs sont tués, d'autres se suicident et certains acceptent de se convertir à la foi chrétienne afin d'échapper à la mort.

## Les grands massacres

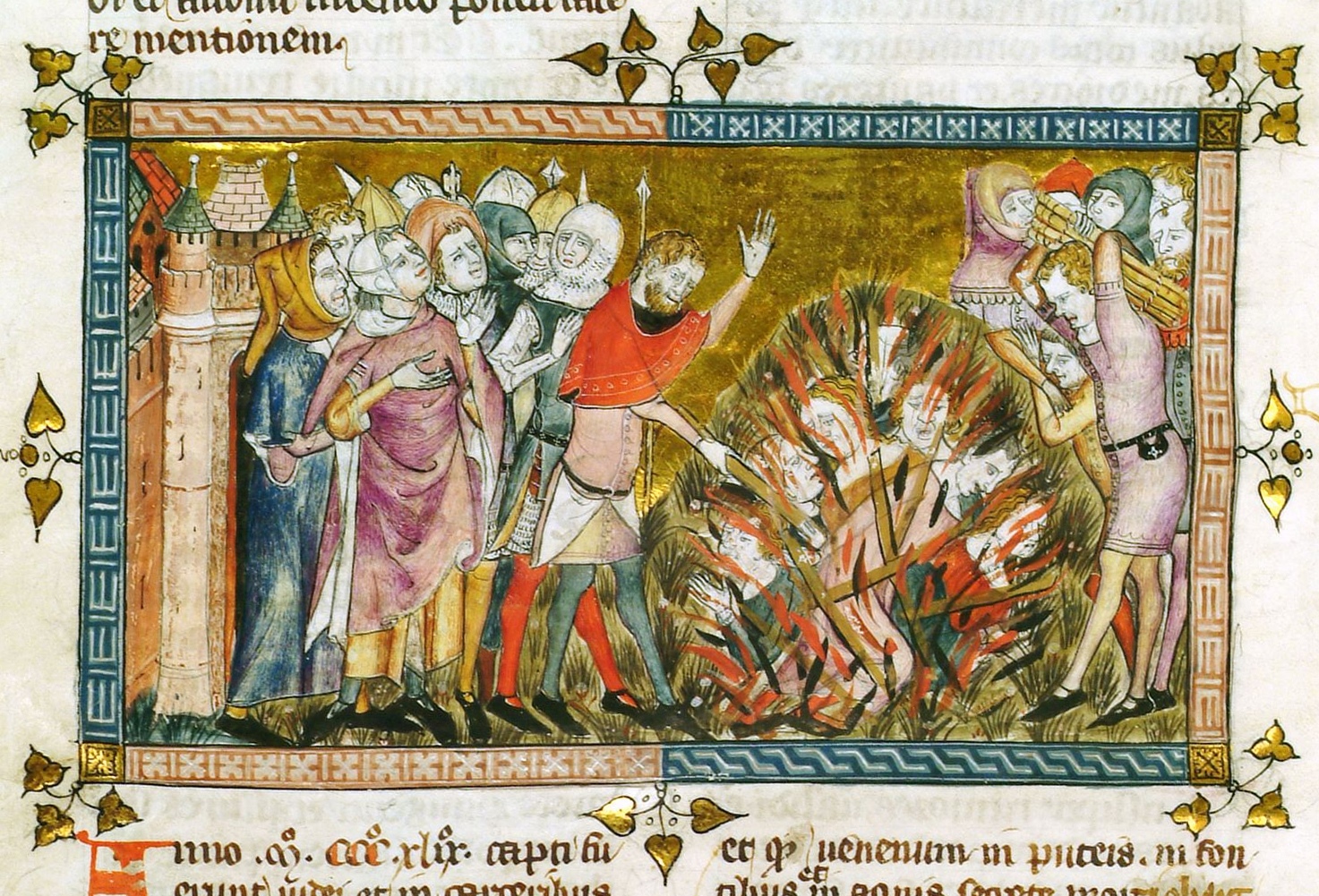
Bûcher de Juifs vivants hors des murs de la ville de Tournai en Belgique (vers 1353)

Pendant ce temps, le rapport sur les prétendues confessions parvient à Bâle, Cologne, et Strasbourg. Le maire de Strasbourg refuse de croire aux rumeurs et déclare son intention de protéger les Juifs de la ville. Il est aussitôt démis de son poste et le 14 février 1349, entre 900 et 2000 Juifs périssent sur un bûcher. Les biens des Juifs sont alors pillés et répartis entre les bourgeois de la ville, l'évêché et la nouvelle municipalité. Cette dernière garantit l'impunité à ses citoyens ayant participé aux massacres.
Les Juifs de Worms sont les victimes suivantes et pas moins de 400 d'entre eux sont brûlés vifs le 1er mars 1349. Le 24 juillet, des Juifs de Francfort préfèrent s'immoler en holocauste détruisant ainsi par le feu une partie de la ville. Le plus grand nombre de victimes est enregistré à Magenza (Mayence), où plus de 600 Juifs périssent le 22 août 1349. Dans cette ville, pour la première fois, les Juifs se défendent et tuent plus de 200 émeutiers, mais devant le nombre de leurs oppresseurs et la lutte inégale, ils se barricadent chez eux et face au choix de mourir de faim ou d'être baptisés, mettent le feu à leurs maisons et périssent dans les flammes. Deux jours plus tard, c'est le tour des Juifs de Cologne et le même mois (bien que d'autres archives mentionnent le 21 mars), les 3 000 habitants juifs de Erfurt sont victimes de la superstition populaire et de la haine.

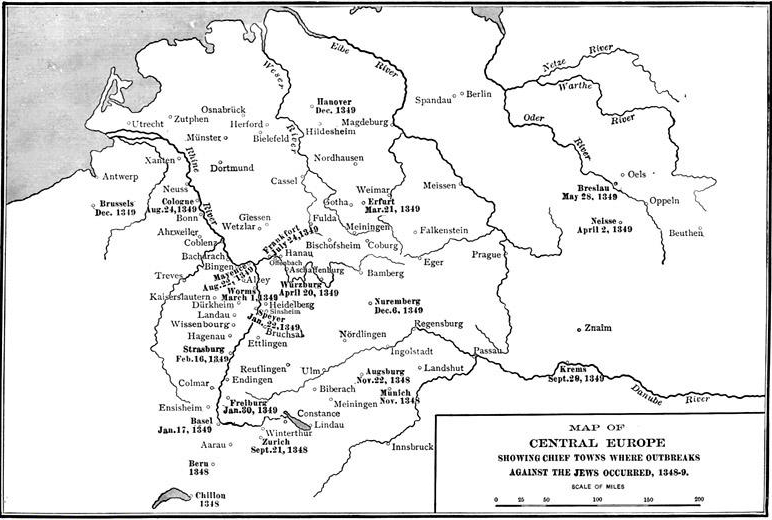
Propagation de la peste et des massacres de Juifs en Europe centrale

## Punition des émeutiers
Pendant ce temps, la protection du duc d'Autriche évite à la folie meurtrière de se répandre dans ses territoires, à l'exception notable de la ville de Krems où le 29 septembre la populace réussit à déborder les soldats protégeant le ghetto et où tous les Juifs de la ville sont brûlés vifs,,.
Le dernier mois de 1349 voit l'attaque des Juifs de Nuremberg (le 6 décembre), de Hanovre, et de Bruxelles. Puis la folie populaire se calme et les dirigeants des principautés et villes germaniques doivent déterminer la punition à infliger aux assassins des Juifs et surtout que faire des riches biens et possessions que les Juifs ont laissés. Très peu est fait pour rechercher les coupables et les punir. Le tissu social en son ensemble est complètement désorganisé par la terrible épidémie, et même s'ils en avaient eu l'intention, les dirigeants ne jugent pas nécessaire d'augmenter la dévastation en punissant les meurtriers. L'empereur cependant impose une énorme amende de 20 000 marks en argent aux habitants de Francfort pour la perte qu'il a subi en raison du massacre des Juifs. D'autres amendes sont infligées par les officiers du trésor impérial.
La sanction principale provient d'une loi impériale qui donne en héritage à l'empereur la totalité des dettes dues aux Juifs, si bien qu'à l'exception de cas spécifiques où les preuves des dettes ont disparu, les débiteurs, souvent à l'origine des troubles, ont très peu gagné de ces meurtres. Dans la description ci-dessus, seuls les principaux massacres ont été mentionnés (voir la carte). Les Juifs ont été attaqués dans plus de 340 villes de l'empire germanique (territoire qui couvre actuellement l'Allemagne, la Suisse, l'Alsace, l'Autriche, la Belgique, les Pays-Bas) en raison de la Peste Noire, selon le Memorbuch de Nuremberg. Cela représente la presque totalité des villes où vivaient des Juifs au milieu du XIVe siècle, à l'exception des territoires autrichiens où ils furent relativement épargnés.

## Bilan

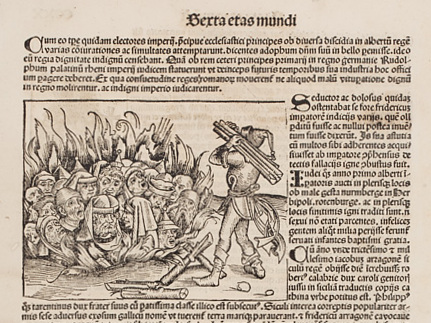
Bûcher de Juifs accusés d'avoir empoisonné des puits et propagé la peste noire, Chroniques de Nuremberg (1493)

Il est difficile de rendre compte de l'inefficacité des autorités contre ces explosions de furie populaire. Les historiens s'accordent généralement au chiffre d'environ 50 000 morts pour toute l'Europe de l'époque, y compris la Russie[réf. nécessaire]. À l'époque déjà, il est parfaitement reconnu, par exemple par le conseil municipal de Cologne, qu'une émeute contre les Juifs met généralement en péril l'ordre social. Les pertes pour les trésors princiers et le trésor impérial sont énormes. Et malgré cela, loin de prendre des mesures pour éviter ces émeutes, l'empereur a, dans plusieurs cas, garanti d'avance l'impunité des coupables des crimes en organisant par avance la distribution des maisons et des biens des Juifs en cas d'une émeute. Ceci s'est passé à Nuremberg, Ratisbonne, Augsbourg, et Francfort, et certainement dans d'autres villes. Il y a peu de doute que les autorités ont sinon participé, du moins laissé faire les émeutiers et à quelque exceptions près croyaient à la rumeur de l'empoisonnement des puits.
Des communautés juives entières disparaissent à la suite des massacres. C'est le cas parmi les plus importantes, de celles de Strasbourg, de Mayence et d'Erfurt. Les autres voient le nombre de leurs membres considérablement réduits à la suite de la peste, des massacres et des conversions forcées. Du point de vue économique, la plupart des quartiers juifs ont été pillés et les maisons incendiées. Quant aux débiteurs des Juifs, de nombreux sont morts de la peste et la plupart des autres refusent de reconnaître leurs dettes. Les Juifs de Bavière par exemple sont si appauvris que le margrave les exempte d'impôts pendant deux ans.
À partir de cette période, les Juifs du Saint-Empire romain germanique vivent en permanence dans la crainte d'attaques similaires ; et les autorités civiles adoptent des plans d'expulsion comme seul moyen d'en finir avec la question juive. À la fin du XVe siècle, il ne reste plus que trois communautés juives importantes dans tout l'empire germanique[réf. nécessaire].

## Époque contemporaine
Dans le contexte du conflit israélo-palestinien, des accusations d'empoisonnement de puits de villages palestiniens par des Israéliens sont parfois rapportées dans les médias ou sur internet. Ces accusations, comme celles de meurtres rituels, font partie d'une guerre de propagande dans le contexte du conflit.
En 2003, l'historien palestinien membre du parlement de l’Organisation de Libération de la Palestine (OLP) Salman Abu Sitta révèle dans le quotidien égyptien Al Ahram ses recherches fondées, entre autres, sur des documents du CICR concernant l'empoisonnement de puits à Gaza et à Saint-Jean-d’Acre (sous le contrôle du mandat britannique de la Palestine) pendant la guerre d'indépendance d'Israël en 1948. Dans ses recherches, il accusait le futur premier ministre Ben Gourion ainsi que d'autres hauts responsables d'avoir joué un rôle central dans sa mise en place. Étant donné son origine et son appartenance à L'OLP, ses révélations n'ont pas reçu le crédit approprié.
Dans l'article "cast thy bread" ("jette ton pain"), de Benny Morris et Benjamin Kedar, qui font partie des "nouveaux historiens", les auteurs expliquent la vaste opération secrète de la Haganah, précurseure de l'armée de défense israélienne, intitulée "jette ton pain" visant à empoisonner l'eau des villages palestiniens afin d'empêcher les Palestiniens de revenir dans leur village et d'entraver les armées arabes qui ont envahi la Palestine mandataire le 15 mai 1948. La destruction des villages et des puits au bulldozer n'étant pas suffisante, l'opération est décidée par Ben Gourion le 31 mars 1948 et ce aussi afin de protéger les conquêtes territoriales de la Haganah, de sorte que que les palestiniens et les armées arabes ne reconquièrent par les villages préalablement abandonnés, fuis par les villageois palestiniens lors de la Nakba.
Le 23 juin 2016, Mahmoud Abbas fait un discours devant le Parlement Européen durant lequel il accuse des rabbins israéliens « de demander au gouvernement d’empoisonner nos eaux pour tuer des Palestiniens ». Cette rhétorique sans fondement est une calomnie antisémite comparable aux accusations utilisées au Moyen Âge en Europe pour persécuter les Juifs. Toutefois, comme le relève l'historien israélien Ilan Pappé, les récits de la Nakba se transmettent et sont donc connues des réfugiés palestiniens vivant dans les camps, que ce soit en Cisjordanie, dans la bande de Gaza, en Syrie, au Liban ou encore en Jordanie. De plus, l'article de Salman Abu Sitta étant déjà paru, la question de l'empoisonnement de l'eau de puits palestiniens n'est donc pas seulement un fantasme mais a aussi été une réalité, d'autant plus que l'empoisonnement de terres palestiniennes avait aussi déjà eu lieu en 1972 dans le cadre de la construction de la colonie illégale de Gitit .
Les accusations d'empoisonnement par les Juifs ont été remises au goût du jour à la suite de la pandémie de Covid-19 survenue fin 2019 en Chine puis dans le mondeaccusant indirectement voir directement les Juifs d'être responsables de sa diffusion,.